# Nykredit

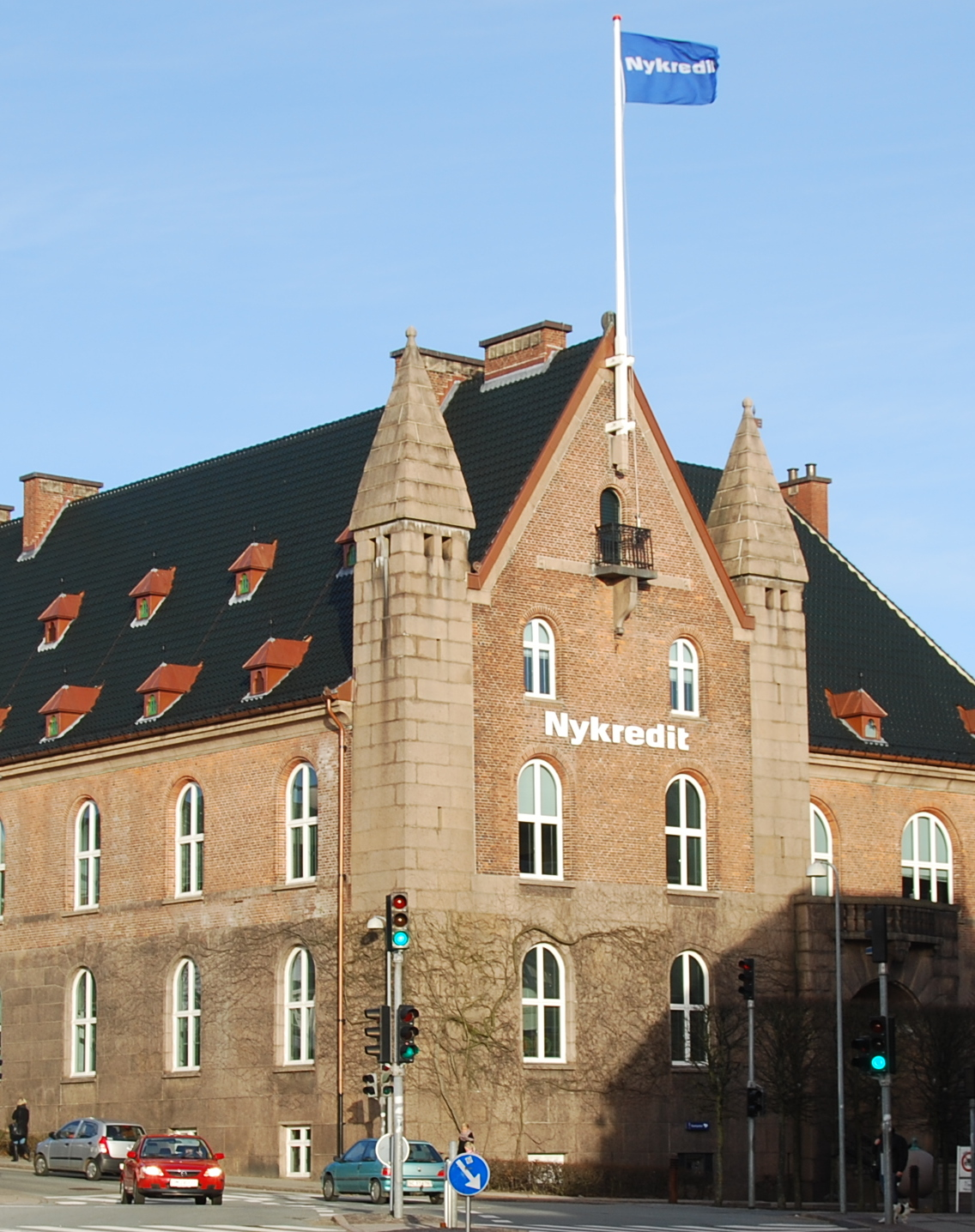
Nykredit - Viborg

NyKredit (tłumacząc dosłownie: nowy kredyt) – jedna z największych instytucji finansowych w Danii. Początki działalności sięgają 1851 roku kiedy to, dzięki konstytucji gwarantującej wolność stowarzyszeń, powstało w Danii wiele towarzystw kredytowych. W roku 1972 w wyniku reformy systemu (1970) 16 z nich zostało połączonych tworząc Forenede Kreditforeninger i Jyllands Kreditforening. Z połączenia Forenede Kreditforeninger i Jyllands Kreditforening powstała w 1985 roku firma NyKredit. Reforma z roku 1989 pozwoliła na przekształcenie towarzystw kredytowych w firmy z ograniczoną odpowiedzialnością, co wykorzystano tworząc firmy zależne i powołując Nykredit Holding a/s. W 1991 roku do holdingu dołączyła firma Safe. W roku 2003 Nykredit Totalkredit przejął wiele regionalnych instytucji finansowych.
Na rynku duńskim firma oferuje wiele usług finansowych poczynając od kredytów hipotecznych, poprzez bankowość detaliczną i inwestycyjną aż do ubezpieczeń, emerytur i zarządzania powierzonymi aktywami.
Grupa Nykredit jest największym dostawcą kredytów hipotecznych w Danii, na którym to rynku ma 40.4% udziału (w 2006 roku). Udział w całym rynku kredytów (hipoteczne i bankowe) wynosi 32.8% (2004).
Grupa NyKredit jest podzielona w Danii na cztery obszary:
- Klienci detaliczni, obejmujący czynności dotyczące osób prywatnych w tym rolników.
- Partnerzy Biznesowi, odpowiedzialny za sprzedaż produktów finansowych Totalkredit poprzez sieć lokalnych i regionalnych banków i innych partnerów.
- Klienci komerycjni, obsługuje firmy, duże gospodarstwa rolne oraz klientów z rynku mieszkaniowego, włączając spółdzielnie mieszkaniowe i instytucje non-profit.
- Zarządzanie aktywami (Markets & Asset Management), zarządza czynnościami grupy Nykredit Realkredit związanych z papierami wartościowymi oraz instrumentami finansowymi, zarządzaniem aktywami i produktami emerytalnymi.

Ponadto Nykredit jest franczyzodawcą dla dwóch sieci agencji nieruchomości: Nybolig oraz Estate.